# Pisa (Èlide)
Pisa (en grec antic: Πῖσα) era una ciutat de l'Èlida, al Peloponnès, antiga capital del districte independent de la Pisàtida, després conquerit per Elis. Estava entre Hàrpina i Olímpia, i molt pròxima a aquesta ciutat. Segons la mitologia grega va ser la residència d'Enòmau i Pèlops. L'heroi epònim, Pisos, fill de Perieres i net d'Èol, fou el fundador de la ciutat, segons que diu Pausànies, però d'altres fan derivar el nom d'una font anomenada Pisa que hi havia en aquell lloc, com ara Estrabó i Eustaci d'Epifania.
Va ser la capçalera d'una confederació de 8 estats formada per Pisa, Salmone, Heraclea, Hàrpina, Císion, Dyspontion i dues més de què no es coneix el nom.
Pisa tenia originalment la presidència dels Jocs Olímpics però Elis en va prendre la direcció després d'un conflicte. Pisa va fer repetits intents de recuperar aquesta presidència i això va portar a diverses guerres contra Elis que van acabar amb la destrucció de Pisa l'any 572 aC. El 364 aC els habitants de Pisàtida i els arcadis van poder per fi organitzar uns jocs (els jocs CIV de l'antiguitat) però Pisa ja no existia. Quan Pausànies va visitar la zona on havia estat la ciutat la va trobar convertida en vinyes.
La seva situació era coneguda per Píndar i Heròdot. Píndar la identifica amb Olímpia, i Heròdot diu que hi havia la mateixa distància des dels dos llocs fins a l'Altar dels dotze déus a Atenes. Uns escolis a Píndar la situen a 6 estadis d'Olímpia.